# 特柳賴德
特柳賴德（英語：Telluride）是美国科罗拉多州聖米格爾縣的一个镇，位于聖米格爾河畔，圣胡安山脉的西麓。根据2000年的人口普查镇内有2221名居民，它是聖米格爾縣的县府。
特柳賴德位于一座冰川造成的山谷中，周围被陡峭的、被林的山脉和悬崖环绕。著名的新娘面纱瀑布位于这个山谷的起端。山坡上有许多风化了的废墟和过去的矿井。
特柳賴德及其周边地区对流行文化有一定的影响。多部电视剧在这里拍摄，这里还举办国际电影节。许多歌也以它为内容。

## 地理
特柳賴德位于科罗拉多州一个非常偏僻的地方。进城有三条路，出城只有两条路。最常用的是145號科羅拉多州州道，但是喜欢冒险的人也可以使用两座山口。伊莫金山口是两条山口中比较安全的，但是依然需要非常高的登山技巧。黑熊山口是科罗拉多州最危险的山口，由于它非常危险，只能單向往下進入特柳賴德。特柳賴德的高度为2667米。
主路从西部通到特柳賴德，东部则是新娘面纱瀑布以及瀑布上的发电厂。这个发电厂今天提供特柳賴德的大部分电力。过去这个发电厂被用来为矿井供电。
特柳赖德地区机场是美国最高的商业机场。由于当地的气候多变、地点比较高以及周边各处的山及其陡峭，因此这个机场被飞行员看作是比较难的。
特柳賴德的地理位置为北纬37°56'21"，西经107°48'59"。
根据美国人口调查局特柳賴德的总面积为1.8平方公里，市内的水域面积是一条流过市区的小溪。

## 人口

特柳賴德周边的山，特柳賴德位于山谷中

根据2000年的人口普查数据特柳賴德有2,221名居民，分1,013户，共357个家庭。市内的人口密度为每平方公里1,207.8人。市内人口中92.57%是白人、0.41%是美国黑人、0.81%是美国土著人、0.72%是亚裔、4.14%是其它人中，1.35%是混血儿。西班牙裔和拉丁美洲裔的居民占7.20%。
市内的1,013个户内有19.1%的有18岁以下的未成年人、25.2%是结婚夫妇、6.1%是带孩子的单身妇女、64.7%不是家庭、31.9%是单身汉、1.6%有65岁以上的老年人。平均每户2.19人。家庭的平均大小为2.79人。
市内人口结构为14.3%在18岁以下、12.2%在18至24岁之间、50.9%在25至44岁之间、20.8%在45至64岁之间、1.9%在65岁以上。平均年龄为31岁。女子对男子的性别比为100：122.8。18岁以上的成年人的性别比为100：127.4。
市内每户的平均年收入为51,938美元，家庭的平均年收入为66,136美元。男子的平均年收入为35,329美元，女子的平均年收入为30,096美元。人均年收入为38,832美元。约8.5%的家庭和11.5%的居民生活在贫困线以下，其中包括16.2%的未成年人和6.9%的老年人。

## 历史
特柳賴德躲藏在聖米格爾河源头的深山里，过去犹特人在夏季和秋季在山谷中狩猎。当地发现金矿后开始采矿。
1858年当地首次发现金子。从1875年开始这里有人定居，小镇正式于1878年建立。一开始它的名字是“哥伦比亚”，但是由于与加利福尼亚州的同名的城市冲突，因此1887年邮政局将它的名字改掉了。今天的名字来源于化学元素碲，但是实际上在特柳賴德的周边山里从未发现过碲。碲是一种经常与金和少许银同时存在的类金属。特柳賴德的矿山出产丰富的锌、铁、铅、铜、银和金。
由于其地处偏僻，特柳賴德的发展缓慢。1881年一条收费道路开通。过去只有骡子能够走的路可以行车了。这使得特柳賴德的居民有所增加，但是要使得含金的矿石运出山谷依然非常昂贵。1890年铁路开通，使得许多矿工进入特柳賴德，更多矿石得以运出山谷。
不是很为人所知的是在特柳賴德外不远的地方发现了铀矿。1898年玛丽亚·居里据说来到过这里并购买了当地的矿石。
20世纪初在特柳賴德附近爆发了非常严重的关于工作条件的争议。科罗拉多州卫队出动，双方均有死伤。1896年当地矿工加入西部矿工联盟后当地成立工会。1899年矿山决定矿工每天工作8小时，每天的薪水为3美元加上1美元特费。而当时一般工人的工作时间为每天10至12小时，矿山每天开运24小时。当时的工作条件很糟，矿井往往达3500米深，而且缺乏安全措施，当地冬季的气候也非常严酷，甚至连山坡上的矿井入口处也非常不坚固和危险。
特柳賴德的罢工与当时席卷科罗拉多全州的矿山与矿工之间的斗争有关。事件的直接起因是因为一名监工失踪。矿山主称他被矿工谋杀。此后导致的双方之间的责怪和敌对不断升级，以至于爆发枪战。
1891年尼古拉·特斯拉和乔治·威斯汀豪斯与当地矿主合作在特柳賴德建造了世界上第一座交流电发电厂。该发电厂使用水力发电并传输给3.5英里外的矿井。这是首次成功地工业发电并长距离输送交流电。这个成功导致了威斯汀豪斯的公司与爱迪生的公司之间的“电流战”。1893年在芝加哥举办的世界博览会上交流电与直流电互相竞争。最后2500万名参加者大多数认为交流电好。此后威斯汀豪斯被授予尼亚加拉瀑布上建造电厂的合同。为纪念这个成功特柳賴德每年举办一次技术节。
从1939年开始特柳賴德周边的小矿山开始合并或者被大矿山购买。1953年所有矿山全部被合并到一个矿山。1970年代矿石的处理获得非常大的进展，使得地下的金矿和银矿不经济，1978年特柳賴德的矿山停止营业。此后当地开始发展旅游业和滑雪场。
到1972年为止矿山是特柳賴德唯一的工业。1972年特柳賴德滑雪胜地开建了第一条空中缆车。矿山的关闭和滑雪的开始导致特柳賴德的居民成分发生了巨大的变化。矿工及其家属离开了特柳賴德，被当地人称为“嬉皮士”的年轻人开始进入特柳賴德，他们的世界观和价值观往往与老的特柳賴德居民冲突。这些年轻人往往游手好闲，在特柳賴德的周围寻找室外运动如滑翔伞、登山和滑皮艇。
最初这些新居民反对发展，反对经济扩张，包括滑雪和旅游。市内甚至有过禁止汽车的运动。在1970年代特柳賴德因此减小，而且由于当时降雪不稳定，使得滑雪也受到打击。但是此时市内的音乐节和电影节成名，它们首次招引了成千上万的游客来到特柳賴德，有趣的是它们导致了特柳賴德是一个精英艺术家聚会的地方的声誉。同时特柳賴德的滑雪场也不断改善，成为北美最好的职业滑雪运动员的山地训练地。特柳賴德的旅游基础建设既顾及了市民保持其小规模的愿望，又保持了当地的美貌。
当最后一辆矿车从矿井中开出后游客开始真正地发现特柳賴德的风景、滑雪设施和秋季的颜色变化。1976年的降雪极低，几乎使得特柳賴德的滑雪场夭折，市内的旅馆业也受打击。1978年新的投资者进入特柳賴德，并开始扩建市内的基础设施，建造新的空中缆车。
1980年代里特柳賴德获得了“科罗拉多隐藏得最好的秘密”的声誉。这使它成为科罗拉多最著名的旅游地。冬季许多富有的滑雪者到这里来，夏季的床位也总是卖空。1980年代里特柳賴德还成为墨西哥走私毒品的人的一个转交点。许多名人如汤姆·克鲁斯、奥普拉·温芙瑞和奥利佛·斯通等来到这里参加这里的电影节。1990年代中特柳賴德摆脱了它的矿山和毒贩的名声，成为一个极佳的旅游地。市内的现代文化与西部历史完美地交接到了一起。

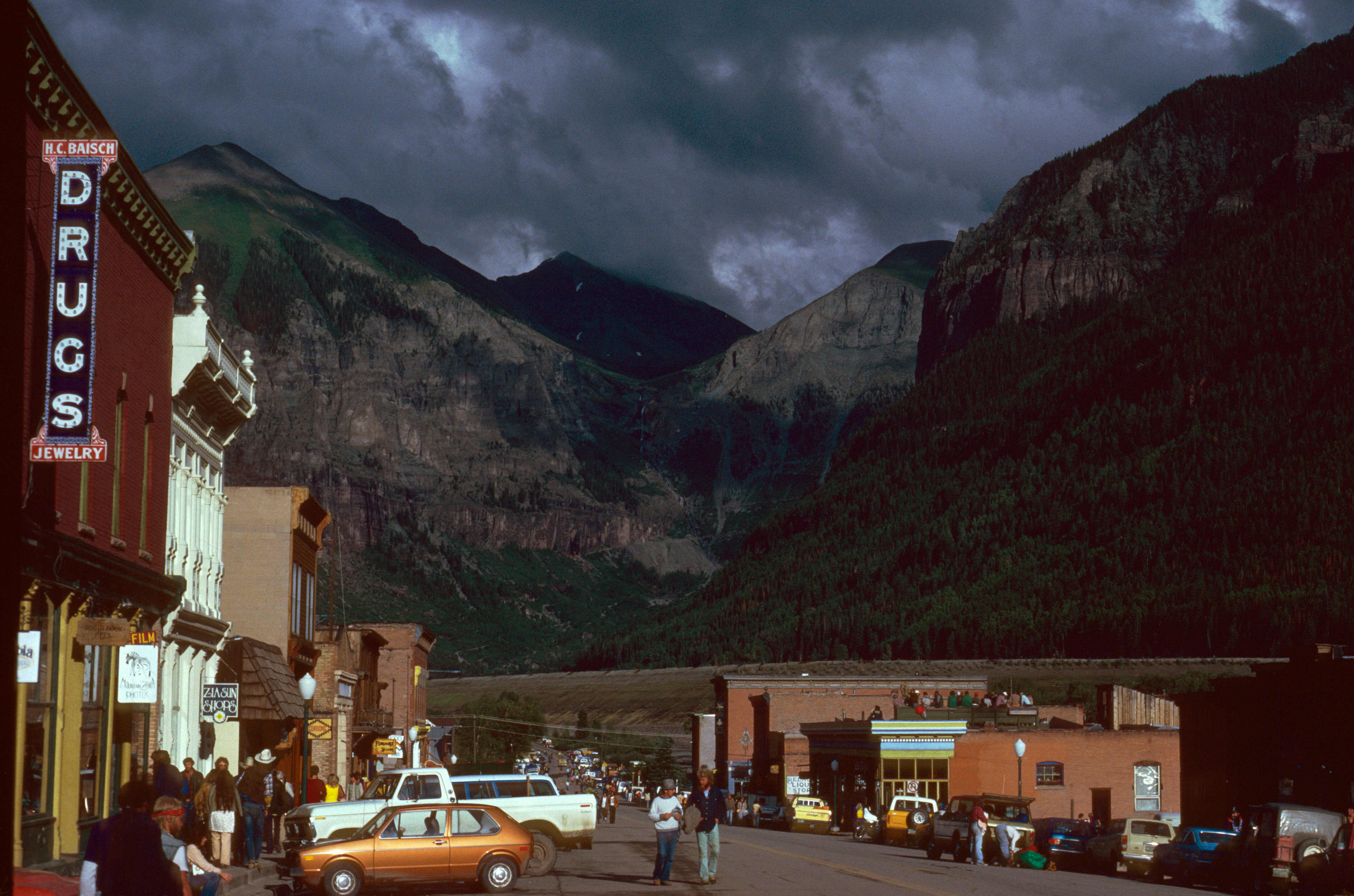
1979年8月第三次年度爵士乐节时的特柳賴德市中心

## 对流行文化的影响
特柳賴德及其附近地区对流行文化有可观的影响。附近的乌雷是艾茵·兰德的小说《阿特拉斯摆脱重负》中一个地方的原型。托马斯·品钦在他的小说《审判日之前的挣扎》中使用了许多历史上特柳賴德的人物。一些歌曲的内容中提到特柳賴德。约翰·丹佛、鲍勃·迪伦、达丽尔·汉纳和汤姆·克鲁斯经常在特柳賴德住。
夏季市内几乎每个周末都有庆祝，包括特柳賴德电影节等。